# 玛丽·C·斯蒂纳
玛丽·C·斯蒂纳（1955年—）是一位美国动物考古学家和人类学家，亚利桑那州立博物馆策展人 ，亚利桑那大学教授，以研究早期人类的死亡仪式而闻名。